# Мост на свободата (Копривщица)
 Тази статия е за моста в Копривщица.  За моста в Будапеща вижте Мост на свободата (Будапеща).  
Мостът на свободата се намира в центъра на град Копривщица, на главния исторически площад „20-ти април“.
Изграденият от гранит и железобетон мост в традиционния за копривщенските мостове едносводест стил свързва двата бряга на река Тополница. От двете му страни на централните каменни плочи, от които са направени страничните парапети, е издълбан текстът:
| „ | Борци във ваша чест изградихме нов път към светлината и моста, който построихме кръстихме мост на свободата. Мост на свободата – построен през 1958 г. в чест на 80 г. от Априлското въстание и 12 г. от антифашистката победа. | “ |

До градежът през 1958 г. моста се е намирал няколко метра по-надолу по течението на Тополка. Бил е направен от дърво, а хората са го наричали „Герджиковият мост“, тъй като е разположен срещу къщата на Павел Герджиков, дядо на Михаил Герджиков, част от комплекса Янтахтови къщи. По времето на голямото наводнение от 31 август 1916 г. много дървени мостове са отнесени или увредени от придошлите води на реката, предизвикани от поройни дъждове. Герджиковият мост не устоява на стихията и е отнесен надолу по течението на реката. Подновеният дървен мост едва по случай на годишнината е заменен от сегашната конструкция.
Около Герджиковият мост има и други, по-ранни събития. Силно наводнение е станало през 1830 г. около  празника „Света Троица“, когато са отвлечени 8 къщи. Христо Пулеков бележи, че голямо  наводнение е имало и на 27 август 1858 г.  Живи  по това време старци разказват, че при това наводнение Тополка придошла толкова много, че не само наводнила къщите, що са по двата и ниски бряга, но и затрупала  старото си корито, та моста, що е бил срещу Герджиковата къща, останал на сухо, а реката си продълбала ново легло на 5 – 6 метра по-наблизо до къщите  на Герови, Беневи и Груеви. На мястото на къщата на поп Черньо Груев през 1945 г. е построено Горското климатично училище „Антон Иванов“. Стълбовете на останалия на сухо мост стоят няколко години и след Освобождението. Такива наводнения са били причината да не строят къщи по ниските места край реката.